# KNBR
KNBR est le nom de deux stations de radio sportives américaines basées à San Francisco, en Californie, et appartenant au groupe Cumulus Media. 
La station principale, KNBR, diffusant ses programmes sur la fréquence 680 kHz, est une station AM de catégorie A ; son émetteur, d'une puissance 50 000 watts, lui permet de couvrir une bonne partie de l'ouest des États-Unis et d'atteindre les îles hawaïennes. Du fait de son exceptionnelle couverture, elle est parfois surnommée « The 50000 Watt Flamethrower ». Avant d'être une radio sportive, KNBR, qui portait le nom de KPO, a été une des stations mère du réseau de radiodiffusion NBC pour la côte Ouest des États-Unis.
La seconde station KNBR porte le nom de 1050 The Ticket et est officiellement identifiée par l'indicatif KTCT. Elle émet ses programmes sur la fréquence 1050 Khz.

## Histoire
La station commence à émettre le 17 avril 1922.

## Programmation
Les deux stations diffusent les matches des Giants de San Francisco, 49ers de San Francisco, des Warriors de Golden State, du Cardinal de Stanford et des SaberCats de San José.